# Liste der größten Städte Südamerikas
Dies ist eine Liste der größten Städte und Agglomerationen Südamerikas mit über einer Million Einwohnern.
| Stadt                   | Land        | Einwohnerzahl Stadt | Zeitpunkt | Einwohnerzahl Agglomeration |
| ----------------------- | ----------- | ------------------- | --------- | --------------------------- |
| São Paulo               | Brasilien   | 12.214.440          | 2020      | 22.429.800                  |
| Lima                    | Peru        | 9.674.755           | 2020      | 11.044.607                  |
| Bogotá                  | Kolumbien   | 7.715.800           | 2020      | 11.344.312                  |
| Rio de Janeiro          | Brasilien   | 6.747.820           | 2020      | 12.940.796                  |
| Santiago de Chile       | Chile       | 6.160.040           | 2017      | 6.856.939                   |
| Buenos Aires            | Argentinien | 3.072.000           | 2019      | 15.369.919                  |
| Brasília                | Brasilien   | 2.950.600           | 2020      | 4.803.877                   |
| Salvador da Bahia       | Brasilien   | 2.885.910           | 2020      | 3.920.132                   |
| Fortaleza               | Brasilien   | 2.686.610           | 2020      | 4.163.953                   |
| Belo Horizonte          | Brasilien   | 2.521.560           | 2020      | 6.194.292                   |
| Medellín                | Kolumbien   | 2.490.200           | 2020      | 3.735.098                   |
| Guayaquil               | Ecuador     | 2.278.691           | 2010      | 3.092.355                   |
| Manaus                  | Brasilien   | 2.208.330           | 2020      | 2.340.784                   |
| Cali                    | Kolumbien   | 2.205.700           | 2020      | 2.836.747                   |
| Caracas                 | Venezuela   | 2.089.012           | 2019      | 2.956.813                   |
| Curitiba                | Brasilien   | 1.948.630           | 2020      | 3.770.919                   |
| Maracaibo               | Venezuela   | 1.752.602           | 2019      | 2.332.718                   |
| Recife                  | Brasilien   | 1.653.460           | 2020      | 4.220.458                   |
| Quito                   | Ecuador     | 1.607.734           | 2010      | 1.928.296                   |
| Goiânia                 | Brasilien   | 1.530.290           | 2020      | 2.800.919                   |
| Porto Alegre            | Brasilien   | 1.488.250           | 2020      | 4.185.488                   |
| Belém                   | Brasilien   | 1.486.810           | 2020      | 2.385.490                   |
| Santa Cruz de la Sierra | Bolivien    | 1.442.396           | 2012      | 1.784.372                   |
| Guarulhos               | Brasilien   | 1.392.120           | 2020      | N/A                         |
| Córdoba                 | Argentinien | 1.317.298           | 2010      | 1.597.844                   |
| Montevideo              | Uruguay     | 1.304.687           | 2010      | N/A                         |
| Barranquilla            | Kolumbien   | 1.273.600           | 2020      | 2.324.690                   |
| Campinas                | Brasilien   | 1.192.920           | 2020      | 3.384.564                   |
| São Gonçalo             | Brasilien   | 1.090.940           | 2020      |                             |
| São Luís                | Brasilien   | 1.047.440           | 2020      | 1.511.102                   |
| Maceió                  | Brasilien   | 1.024.680           | 2020      | 1.350.505                   |